# Hármas kereszt

Hármas vagy pápai kereszt

Névváltozatok: Pápai- vagy hármas kereszt (Bárczay 117.), ortodox kereszt 
fr: croix papale, en: papal cross, triple-bar cross, de: dreifaches Patriarchenkreuz, Papstkreuz, Hierophantenkreuz, la: crux trabe triplici, ferula

Rövidítések
A hármas kereszt olyan latin kereszt, melynek három vízszintes szára van. A kettős keresztből alakult ki, ezért annak a változata. Az egyházi heraldikában rangjelző eszköz. A pajzs mögött vagy fölött helyezték el. A pápát illeti meg. Magyarországon előfordul a Bercsényiek egyik címerében is.  

## Változatai
Többféle változata ismert, a vízszintes szárak hosszától és a függőleges száron való magasságuktól, valamint a szárvégződések alakjától függően. 

Pápai kereszt[forrás?]
Salemi kereszt (orosz szektárius kereszt, en: cross of Salem, pontifical cross), a pápa előtt vitt kereszt régebbi változata, a szabadkőművesek is használják
Ferula, a pápa előtt vitt kereszt
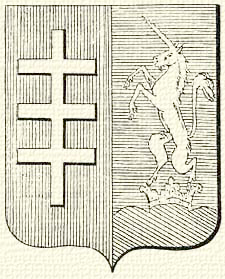
Hármas kereszt (pápai kereszt) a Bercsényiek egyik címerében